# آن كرامب
آن كرامب (بالإنجليزية: Ann Crumb) هي مغنية وممثلة أمريكية، ولدت في 25 مايو 1950 في تشارلستون في الولايات المتحدة، وتوفيت في 31 أكتوبر 2019 في ميديا في الولايات المتحدة بسبب سرطان المبيض.

## ترشيحات
- جائزة توني عن فئة أفضل ممثلة في مسرحية موسيقية [الإنجليزية]‏ (1993)

## وصلات خارجية
- آن كرامب على موقع IMDb (الإنجليزية)
- آن كرامب على موقع روتن توميتوز (الإنجليزية)
- آن كرامب على موقع ميوزك برينز (الإنجليزية)
- آن كرامب على موقع قاعدة بيانات برودواي على الإنترنت (الإنجليزية)
- آن كرامب على موقع ديسكوغز (الإنجليزية)